# Volta a Catalunya de 2011

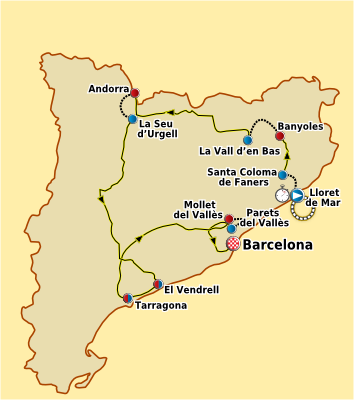
Recorregut de la Volta Ciclista a Catalunya 2011

La Volta a Catalunya de 2011 és la 91a edició de la Volta a Catalunya, però al mateix temps és la cursa del centerani, ja que la primera edició es disputà el 1911. La cursa es disputà entre el 21 i el 27 de març de 2011.
El vencedor final fou Alberto Contador (Saxo Bank-Sungard), que superà en 23" a Michele Scarponi (Lampre-ISD) i 35" a Daniel Martin (Garmin-Cervélo). Contador basà la seva victòria en la general en la victòria d'etapa en l'etapa reina de la cursa, amb final a Vallnord. Amb tot, el febrer de 2012 Contador fou sancionat amb dos anys de suspensió per dopatge durant el Tour de França de 2010 i desposseït de totes les seves victòries a partir d'aquell moment, per la qual cosa el vencedor de l'edició fou finalment Michele Scarponi.
Pel que fa a les classificacions secundàries, Nairo Quintana (Colombia es Pasión-Café de Colombia) guanyà la de la muntanya, Rubén Pérez Moreno la de les metes volants i el Team RadioShack la classificació per equips.

## Equips participants
En aquesta edició de la Volta a Catalunya hi van prendre part 24 equips: els 18 ProTour, més 6 equips convidats: Geox-TMC, Andalucía-Caja Granada, Cofidis, Caja Rural, Colombia es Pasión-Café de Colombia, CCC Polsat-Polkowice.
| Núm.    | Codi | Equip               |
| ------- | ---- | ------------------- |
| 1-8     | KAT  | Team Katusha        |
| 11-18   | SBS  | Saxo Bank-Sungard   |
| 21-28   | LEO  | Team Leopard-Trek   |
| 31-38   | MOV  | Movistar Team       |
| 41-48   | LIQ  | Liquigas-Cannondale |
| 51-58   | BMC  | BMC Racing Team     |
| 61-68   | EUS  | Euskaltel–Euskadi   |
| 71-78   | RAB  | Rabobank ProTeam    |
| 81-88   | ALM  | AG2R La Mondiale    |
| 91-98   | THR  | Team HTC-High Road  |
| 101-108 | LAM  | Lampre-ISD          |
| 111-118 | OLO  | Omega Pharma-Lotto  |

| Núm.    | Codi | Equip                               |
| ------- | ---- | ----------------------------------- |
| 121-128 | AST  | Astana Qazaqstan Team               |
| 131-138 | QST  | QuickStep Cycling Team              |
| 141-148 | SKY  | Team Sky                            |
| 151-158 | GRM  | Garmin-Cervélo                      |
| 161-168 | RSH  | Team RadioShack                     |
| 171-178 | VCD  | Vacansoleil-DCM                     |
| 181-188 | GEO  | Geox-TMC                            |
| 191-198 | ACA  | Andalucía-Caja Granada              |
| 201-208 | COF  | Cofidis                             |
| 211-218 | CJR  | Caja Rural                          |
| 221-228 | CEP  | Colombia es Pasión-Café de Colombia |
| 231-238 | CCC  | CCC Polsat-Polkowice                |

## Favorits
La participació de la present edició inclou molts ciclistes de primer nivell. Amb tot, el vigent campió, el català Joaquim Rodríguez (Team Katusha) ha hagut de renunciar a darrera hora a prendre-hi part per culpa d'un quist que li ha sortit a la cama dreta i que li provoca fort dolor i retenció de líquids.
Els que sí que hi seran presents són el darrer vencedor de la Tirrena-Adriàtica Cadel Evans (BMC Racing Team) i Michele Scarponi (Lampre-ISD), que va donar molt bona imatge a la recent Milà-Sanremo. També hi haurà els italians Ivan Basso (Liquigas-Cannondale) i Danilo Di Luca (Team Katusha), així com el triple vencedor del Tour de França i recent vencedor de la Volta a Múrcia, Alberto Contador (Saxo Bank-Sungard).
El català Xavier Tondo (Movistar Team), segon en la passada edició, l'estonià Rein Taaramae (Cofidis), l'eslovac Janez Brajkovic (Team RadioShack), l'italià Matteo Carrara (Vacansoleil-DCM) que tan bon paper van fer a la passada París-Niça també hi seran. Igor Antón (Euskaltel–Euskadi), Chris Horner (Team RadioShack), Carlos Sastre (Geox-TMC) debutaran aquesta temporada a la Volta.
La relació d'esprintadors és més aviat escassa, amb Alessandro Petacchi (Lampre-ISD), Kenny de Haes (Omega Pharma-Lotto), Julian Dean (Garmin-Cervélo) o Samuel Dumoulin (Cofidis) són els més destacats.

## Etapes
| Etapa    | Data       | Ciutats d'etapa                       | km    | Vencedor de l'etapa    | Líder de la general |
| -------- | ---------- | ------------------------------------- | ----- | ---------------------- | ------------------- |
| 1a etapa | 21 de març | Lloret de Mar – Lloret de Mar         | 166,9 | Gatis Smukulis         | Gatis Smukulis      |
| 2a etapa | 22 de març | Santa Coloma de Farners – Banyoles    | 169,3 | Alessandro Petacchi    | Gatis Smukulis      |
| 3a etapa | 23 de març | Sant Esteve d'en Bas – Vallnord (AND) | 183,9 | Alberto Contador       | Alberto Contador    |
| 4a etapa | 24 de març | La Seu d'Urgell – El Vendrell         | 195,0 | Manuel Antonio Cardoso | Alberto Contador    |
| 5a etapa | 25 de març | El Vendrell – Tarragona               | 205,8 | Samuel Dumoulin        | Alberto Contador    |
| 6a etapa | 26 de març | Tarragona – Mollet del Vallès         | 184,5 | José Joaquín Rojas     | Alberto Contador    |
| 7a etapa | 27 de març | Parets del Vallès – Barcelona         | 124,5 | Samuel Dumoulin        | Alberto Contador    |

### 1a etapa
Lloret de Mar – Lloret de Mar, 21 de març, 166,9 km
Per començar aquesta edició de la Volta es deixa de banda els pròlegs d'edicions anteriors i s'opta per una etapa en línia que sortint de Lloret de Mar es dirigeix cap al Montseny per creuar l'Alt de Sant Hilari (km 53), de 1a categoria (11,3 km a 5%). Un ràpid descens durà els ciclistes fins a Santa Coloma de Farners, on es troba el primer esprint intermedi del dia. D'aquí es torna cap a Lloret de Mar, on es troba el segon esprint de l'etapa, per anar per la costa cap a Tossa de Mar i l'Alt de Sant Grau (km 129) de 1a categoria (6,3 km al 6%). El descens tornarà els ciclistes cap a Tossa de Mar i Lloret de Mar, on es troba l'arribada, per la sinuosa carretera de la costa.
Etapa que s'inicia a fort ritme i que fins al quilòmetre 22 no veu la primera escapada, formada per Julián Sánchez Pimienta (Caja Rural), Ben Gastauer (AG2R La Mondiale) i Gatis Smukulis (Team HTC-High Road). A poc a poc els escapats engrandiren les diferències respecte al gran grup, sent al pas per l'Alt de Sant Hilari (km 53) de més de 8'. En el llarg descens se'ls uní Javier Ramírez (Andalucía-Caja Granada), que havia saltat pel darrere. La diferència arribà superar els deu minuts durant forces quilòmetres. Això va fer que el pilot comencés a retallar les diferències, sent aquestes, en el moment de coronar l'alt de Sant Grau, també de primera, de poc més de dos minuts. En l'ascens d'aquest darrer port per contacte Ramírez. En el descens el que queda despenjat és Sánchez Pimienta, quedant Smukulis i Gastauer sols al capdavant. A 20 km per a l'arribada encara disposen de 2 minuts. Finalment Smukulis es quedarà sol al capdavant de la cursa i tot i els esforços dels equips dels favorits per retallar la diferència no se'n sortiran. Smukulis guanya l'etapa en solitari i es vesteix amb el mallot de líder. El pilot, encapçalat per Alessandro Petacchi i José Joaquín Rojas, arriba a 28 segons. Tots els favorits van entrar en el grup principal, a excepció de Carlos Sastre i Denís Ménxov, que van pedre més de 13 minuts.
|    | Ciclista            | Equip                 | Temps      |
| -- | ------------------- | --------------------- | ---------- |
| 1  | Gatis Smukulis      | Team HTC-High Road    | 4h 08' 48" |
| 2  | Alessandro Petacchi | Lampre-ISD            | + 28"      |
| 3  | José Joaquín Rojas  | Movistar Team         | m. t.      |
| 4  | Rigoberto Uran      | Team Sky              | m. t.      |
| 5  | Jan Bakelants       | Omega Pharma-Lotto    | m. t.      |
| 6  | Maxime Bouet        | AG2R La Mondiale      | m. t.      |
| 7  | Paolo Tiralongo     | Astana Qazaqstan Team | m. t.      |
| 8  | Cadel Evans         | BMC Racing Team       | m. t.      |
| 9  | Bauke Mollema       | Rabobank ProTeam      | m. t.      |
| 10 | Alberto Contador    | Saxo Bank-Sungard     | m. t.      |

|    | Ciclista            | Equip                 | Temps      |
| -- | ------------------- | --------------------- | ---------- |
| 1  | Gatis Smukulis      | Team HTC-High Road    | 4h 08' 48" |
| 2  | Alessandro Petacchi | Lampre-ISD            | + 28"      |
| 3  | José Joaquín Rojas  | Movistar Team         | m. t.      |
| 4  | Rigoberto Uran      | Team Sky              | m. t.      |
| 5  | Jan Bakelants       | Omega Pharma-Lotto    | m. t.      |
| 6  | Maxime Bouet        | AG2R La Mondiale      | m. t.      |
| 7  | Paolo Tiralongo     | Astana Qazaqstan Team | m. t.      |
| 8  | Cadel Evans         | BMC Racing Team       | m. t.      |
| 9  | Bauke Mollema       | Rabobank ProTeam      | m. t.      |
| 10 | Alberto Contador    | Saxo Bank-Sungard     | m. t.      |

### 2a etapa
Santa Coloma de Farners – Banyoles, 22 de març, 169,3 km
Des de Santa Coloma de Farners els ciclistes es dirigiran cap a la costa, tot passant per Caldes de Malavella i Llagostera, fins a arribar a Platja d'Aro, on hi ha el primer esprint del dia (km 42). D'aquí es dirigiran cap a Calonge, on comença l'alt de la Ganga (km 58,2) de 3a categoria (3,7 km al 4%), i la Bisbal d'Empordà i Monells, on poc després s'inicia la segona dificultat del dia, l'alt dels Àngels (km 84) de 1a categoria (6,0 km al 5,5%). D'aquí ja es dirigeixen cap a Banyoles on faran un circuit al qual hauran de donar cinc voltes. En el primer pas per meta hi ha el segon esprint de la jornada.
Al km 4 es produeix la primera escapada del dia, integrada per Rubén Pérez Moreno, Jan Tratnik, José Alberto Benítez, David de la Cruz i Marek Rutkiewicz. La diferència augmenta ràpidament i al pas per Llagostera (km 17) és de 6 minuts, tot i que Tratatnik en queda depenjat. El pilot estabilitza les diferències al voltant dels cinc minuts. Les dues dificultats muntanyoses del dia no fan variar la situació, tot i que la diferència es redueix a poc a poc. Un cop a Banyoles els ciclistes fan un circuit al voltant del llac de Banyoles al qual han de donar 5 voltes. Els escapats veuen com són neutralitzats a manca de tres voltes. El Lampre-ISD no vol que passi com el dia anterior, i volen un esprint massiu perquè Alessandro Petacchi es jugui la victòria. Tot i algun nou intent d'escapada el control pels equips dels esprintadors és total, i finalment la victòria va a parar a mans de Petacchi, que s'imposa a José Joaquín Rojas. Gatis Smukulis manté el lideratge.
|    | Ciclista            | Equip                 | Temps      |
| -- | ------------------- | --------------------- | ---------- |
| 1  | Alessandro Petacchi | Lampre-ISD            | 4h 11' 08" |
| 2  | José Joaquín Rojas  | Movistar Team         | m. t.      |
| 3  | Manuel Cardoso      | Team RadioShack       | m. t.      |
| 4  | Samuel Dumoulin     | Cofidis               | m. t.      |
| 5  | Aitor Galdós        | Caja Rural            | m. t.      |
| 6  | Giacomo Nizzolo     | Team Leopard-Trek     | m. t.      |
| 7  | Michel Kreder       | Garmin-Cervélo        | m. t.      |
| 8  | Thomas Peterson     | Garmin-Cervélo        | m. t.      |
| 9  | Valentin Iglinsky   | Astana Qazaqstan Team | m. t.      |
| 10 | Carlos Barredo      | Rabobank ProTeam      | m. t.      |

|    | Ciclista            | Equip                  | Temps      |
| -- | ------------------- | ---------------------- | ---------- |
| 1  | Gatis Smukulis      | Team HTC-High Road     | 9h 19' 56" |
| 2  | Alessandro Petacchi | Lampre-ISD             | + 28"      |
| 3  | José Joaquín Rojas  | Movistar Team          | m. t.      |
| 4  | Jan Bakelants       | Omega Pharma-Lotto     | m. t.      |
| 5  | Thomas Peterson     | Garmin-Cervélo         | m. t.      |
| 6  | Carlos Barredo      | Rabobank ProTeam       | m. t.      |
| 7  | Dario Cataldo       | QuickStep Cycling Team | m. t.      |
| 8  | Jelle Vanendert     | Omega Pharma-Lotto     | m. t.      |
| 9  | Alberto Contador    | Saxo Bank-Sungard      | m. t.      |
| 10 | Bauke Mollema       | Rabobank ProTeam       | m. t.      |

### 3a etapa
Sant Esteve d'en Bas – Vallnord, 23 de març, 183,9 km
Etapa reina de la present edició de la Volta. Amb sortida a Sant Esteve d'en Bas els ciclistes prenen direcció a Olot per tot seguit afrontar les rampes del primer port de muntanya del dia, l'alt de Coubet (km 17,5), de 1a categoria (9,8 km a 5,5%), que enllaça amb l'alt de Santigosa, que en aquesta ocasió no puntua. El descens els durà a Sant Joan de les Abadesses i Ripoll i Ribes de Freser, on hi ha el primer esprint intermedi del dia (km 52,7). Tot seguit comença la llarga Collada de Toses (km 78,4), de 1a categoria (24,4 km a 4,0%). Un llarg descens, passant per La Molina, Prats i Sansor, un segon esprint intermedi (km 111,5) els durà fins a la Seu d'Urgell, on agafaran la carretera d'Andorra. A Andorra els ciclistes enllaçaran tres ports de muntanya de manera consecutiva: l'alt de la Comella (km 161,8), de 1a categoria (4,3 km al 8,0%), l'alt de la Massana (km 171,2), de 2a categoria (3,7 km al 5,0%) i la meta, situada a Vallnord, sector Pal (km 183,9), de Categoria especial (8,2 km al 6,5%).
L'etapa comença a un ritme viu, sent Nairo Quintana el primer a intentar una escapada. Junt amb Steven Kruijswijk coronaran en primera posició l'Alt de Coubet, amb 10" sobre el gran grup. Poc després se'ls uneixen Sebastien Minard i Johny Hoogerland, i amb el descens ja finalitzat també Thomas Peterson i José Vicente Toribio. La diferència comença a eixamplar-se i al pas per Ribes de Freser és ja de 7'. Al pas per la collada de Toses la diferència s'ha reduït a 5' i a 3' 20" a la Seu d'Urgell fins a ser agafats en el descens de l'alt de la Comella. El Saxo Bank-Sungard lidera el gran grup i controla la situació per facilitar la feina al seu líder, Alberto Contador. A manca de 5 km Contador ataca i en un primer sols Levi Leipheimer el pot seguir, tot i que finalment també es veurà despenjat. Contador guanya l'etapa amb 23" sobre Michele Scarponi i Leipheimer. Contador es converteix en el nou líder de la cursa i de la classificació de la muntanya, mentre que José Vicente Toribio fa el mateix amb la classificació dels punts.
|    | Ciclista           | Equip                               | Temps      |
| -- | ------------------ | ----------------------------------- | ---------- |
| 1  | Alberto Contador   | Saxo Bank-Sungard                   | 4h 45' 31" |
| 2  | Michele Scarponi   | Lampre-ISD                          | + 23"      |
| 3  | Levi Leipheimer    | Team RadioShack                     | + 23"      |
| 4  | Daniel Martin      | Garmin-Cervélo                      | + 35"      |
| 5  | Christopher Horner | Team RadioShack                     | + 35"      |
| 6  | Alex Caño          | Colombia es Pasión-Café de Colombia | + 35"      |
| 7  | Ivan Basso         | Liquigas-Cannondale                 | + 38"      |
| 8  | Rigoberto Uran     | Team Sky                            | + 38"      |
| 9  | Xavier Tondo       | Movistar Team                       | + 38"      |
| 10 | Cadel Evans        | BMC Racing Team                     | + 50"      |

|    | Ciclista           | Equip               | Temps       |
| -- | ------------------ | ------------------- | ----------- |
| 1  | Alberto Contador   | Saxo Bank-Sungard   | 13h 05' 55" |
| 2  | Levi Leipheimer    | Team RadioShack     | + 23"       |
| 3  | Michele Scarponi   | Lampre-ISD          | m. t.       |
| 4  | Daniel Martin      | Garmin-Cervélo      | + 35"       |
| 5  | Christopher Horner | Team RadioShack     | m. t.       |
| 6  | Rigoberto Uran     | Team Sky            | + 38"       |
| 7  | Ivan Basso         | Liquigas-Cannondale | m. t.       |
| 8  | Xavier Tondo       | Movistar Team       | m. t.       |
| 9  | Cadel Evans        | BMC Racing Team     | + 50"       |
| 10 | Bauke Mollema      | Rabobank ProTeam    | + 1' 12"    |

### 4a etapa
La Seu d'Urgell – El Vendrell, 24 de març, 195,0 km
Etapa majoritàriament en descens des de La Seu d'Urgell fins al Vendrell, tot passant per Organyà, Coll de Nargó, Oliana, on hi ha el primer esprint del dia (km 38,4), Ponts, Artesa de Segre, Agramunt i Tàrrega, on hi ha el segon esprint del dia (km 108,7). A la sortida de Ciutadilla s'inicia l'única dificultat muntanyosa del dia, l'alt de Passanant-Belltall (km 126,7), de 3a categoria (6,5 km al 4,0%). El descens duu els ciclistes cap a Sarral, El Pla de Santa Maria, Rodonyà i una vegada superat l'alt de Santa Cristina (no puntuable) ja encaran la ciutat de El Vendrell.
La gran velocitat del gran grup en els primers quilòmetres d'etapa va impedir la formació de cap escapada. No serà fins al km 72 quan es formi la primera escapada, integrada per Alexandru Pliușchin, Mathias Frank, Rubén Pérez Moreno, José Vicente Toribio i Mauricio Ardila. Tot i aconseguir fins a 3' de diferència finalment seran agafats i la victòria es decideix a l'esprint, sent guanyat per Manuel Antonio Cardoso, que aprofita l'abandonament d'Alessandro Petacchi. Contador segueix líder i Rubén Pérez Moreno recupera el lideratge dels punts.
|    | Ciclista               | Equip              | Temps      |
| -- | ---------------------- | ------------------ | ---------- |
| 1  | Manuel Antonio Cardoso | Team RadioShack    | 4h 33' 02" |
| 2  | Giacomo Nizzolo        | Team Leopard-Trek  | m. t.      |
| 3  | José Joaquín Rojas     | Movistar Team      | m. t.      |
| 4  | Aitor Galdós           | Caja Rural         | m. t.      |
| 5  | František Raboň        | Team HTC-High Road | m. t.      |
| 6  | Samuel Dumoulin        | Cofidis            | m. t.      |
| 7  | William Clarke         | Team Leopard-Trek  | m. t.      |
| 8  | Michel Kreder          | Garmin-Cervélo     | m. t.      |
| 9  | Michał Gołaś           | Vacansoleil-DCM    | m. t.      |
| 10 | Daniel Martin          | Garmin-Cervélo     | m. t.      |

|    | Ciclista           | Equip               | Temps       |
| -- | ------------------ | ------------------- | ----------- |
| 1  | Alberto Contador   | Saxo Bank-Sungard   | 17h 38' 57" |
| 2  | Levi Leipheimer    | Team RadioShack     | + 23"       |
| 3  | Michele Scarponi   | Lampre-ISD          | m. t.       |
| 4  | Daniel Martin      | Garmin-Cervélo      | + 35"       |
| 5  | Christopher Horner | Team RadioShack     | m. t.       |
| 6  | Rigoberto Uran     | Team Sky            | + 38"       |
| 7  | Ivan Basso         | Liquigas-Cannondale | m. t.       |
| 8  | Xavier Tondo       | Movistar Team       | m. t.       |
| 9  | Cadel Evans        | BMC Racing Team     | + 50"       |
| 10 | Bauke Mollema      | Rabobank ProTeam    | + 1' 12"    |

### 5a etapa
El Vendrell – Tarragona, 25 de març, 205,8 km
L'etapa més llarga d'aquesta edició de la Volta, fent un recorregut per les comarques tarragonines. Sortint del Vendrell, passa per Salou i Montbrió del Camp, abans de pujar la primera de les dues cotes puntuables de segona categoria, el coll de Fatxes. Passant per Móra la Nova i Ascó, i abans d'arribar a la Fatarella es puja el coll de Paumeres. Donant la volta per Móra d'Ebre, s'agafa direcció Falset i les Borges del Camp per acabar finalment a la Rambla Nova de Tarragona.
El gran grup ha rodat compacte fins a les primeres rampes de la primera ascensió on s'ha format l'escapada del dia per quatre corredors: Jelle Vanendert, Francesco Masciarelli, Chris Froome i Rémi Cusin. Saxo Bank-Sungard els permet agafar fins als cinc minuts d'avantatge fins al segon port del dia. A 50 quilòmetres de l'arribada entra a ajudar el Movistar Team i a mesura que s'acosta la línia de meta a Tarragona s'uneixen Team RadioShack i Lampre-Fondital, Anul·lant l'escapada a 4 quilòmetres del final. Un cop llençat l'esprint, en una recta amb un fort pendent al seu tram final, Samuel Dumoulin guanya l'etapa i Alberto Contador manté el liderat.
|    | Ciclista               | Equip              | Temps      |
| -- | ---------------------- | ------------------ | ---------- |
| 1  | Samuel Dumoulin        | Cofidis            | 4h 49' 31" |
| 2  | José Joaquín Rojas     | Movistar Team      | m. t.      |
| 3  | Rubén Pérez Moreno     | Euskaltel–Euskadi  | m. t.      |
| 4  | Aitor Galdós           | Caja Rural         | m. t.      |
| 5  | Michał Gołaś           | Vacansoleil-DCM    | m. t.      |
| 6  | Diego Milán Jiménez    | Caja Rural         | m. t.      |
| 7  | Nicolas Roche          | AG2R La Mondiale   | m. t.      |
| 8  | Manuel Antonio Cardoso | Team RadioShack    | m. t.      |
| 9  | Kenny de Haes          | Omega Pharma-Lotto | m. t.      |
| 10 | František Raboň        | Team HTC-High Road | m. t.      |

|    | Ciclista           | Equip               | Temps       |
| -- | ------------------ | ------------------- | ----------- |
| 1  | Alberto Contador   | Saxo Bank-Sungard   | 22h 28' 28" |
| 2  | Levi Leipheimer    | Team RadioShack     | + 23"       |
| 3  | Michele Scarponi   | Lampre-ISD          | m. t.       |
| 4  | Daniel Martin      | Garmin-Cervélo      | + 35"       |
| 5  | Christopher Horner | Team RadioShack     | m. t.       |
| 6  | Rigoberto Uran     | Team Sky            | + 38"       |
| 7  | Ivan Basso         | Liquigas-Cannondale | m. t.       |
| 8  | Xavier Tondo       | Movistar Team       | m. t.       |
| 9  | Cadel Evans        | BMC Racing Team     | + 50"       |
| 10 | Bauke Mollema      | Rabobank ProTeam    | + 1' 12"    |

### 6a etapa
Tarragona – Mollet del Vallès, 26 de març, 195,0 km
Sortint de Tarragona, la cursa passa per Valls i el Pont d'Armentera abans de pujar el primer ascens del dia, l'Alt de Querol. Després es baixa fins a Igualada i s'arriba al Coll de Can Maçana de primera categoria. Passant per Olesa de Montserrat i abans d'arribar a Terrassa, s'ha d'afrontar l'Alt d'Ullastrell. Finalment els ciclistes agafant direcció Montcada i Reixac, acabant a Mollet del Vallès.
L'etapa va sortir ràpida de nou, donat que hi havia un esprint intermedi a la Canonja. Es produeixen continus atacs i no serà fins a passar el primer port del dia que podrà marxar una fuga. La componen Bauke Mollema, Kanstantsín Siutsou i Darwin Atapuma. Tot i que Mollema que estava a tan sols un minut a la general es despenja per tal que l'escapada pugui prendre temps. Finalment els equips amb esprínters imposen la seva llei, caçant l'escapada a pocs quilòmetres de l'arribada i llençant un esprint que culminarà José Joaquín Rojas.
|    | Ciclista            | Equip              | Temps          |
| -- | ------------------- | ------------------ | -------------- |
| 1  | José Joaquín Rojas  | Movistar Team      | 4h 22min 19sec |
| 2  | Manuel Cardoso      | Team RadioShack    | m. t.          |
| 3  | Samuel Dumoulin     | Cofidis            | m. t.          |
| 4  | Daniel Martin       | Garmin-Cervélo     | m. t.          |
| 5  | Diego Milán Jiménez | Caja Rural         | m. t.          |
| 6  | Daniele Pietropolli | Lampre-ISD         | m. t.          |
| 7  | Ruben Pérez Moreno  | Euskaltel–Euskadi  | m. t.          |
| 8  | Kenny de Haes       | Omega Pharma-Lotto | m. t.          |
| 9  | Remi Cusin          | Cofidis            | m. t.          |
| 10 | Michał Gołaś        | Vacansoleil-DCM    | m. t.          |

|    | Ciclista           | Equip                  | Temps       |
| -- | ------------------ | ---------------------- | ----------- |
| 1  | Alberto Contador   | Saxo Bank-Sungard      | 26h 50' 47" |
| 2  | Levi Leipheimer    | Team RadioShack        | + 23"       |
| 3  | Michele Scarponi   | Lampre-ISD             | m. t.       |
| 4  | Daniel Martin      | Garmin-Cervélo         | + 35"       |
| 5  | Christopher Horner | Team RadioShack        | m. t.       |
| 6  | Rigoberto Uran     | Team Sky               | + 38"       |
| 7  | Ivan Basso         | Liquigas-Cannondale    | m. t.       |
| 8  | Xavier Tondo       | Movistar Team          | m. t.       |
| 9  | Cadel Evans        | BMC Racing Team        | + 50"       |
| 10 | Kevin Seeldraeyers | QuickStep Cycling Team | + 1' 12"    |

### 7a etapa
Parets del Vallès – Barcelona, 27 de març, 124,5 km
Última etapa d'aquesta edició de la Volta, on sortint de Parets del Vallès s'agafa direcció nord fins Bigues i l'Ametlla del Vallès. Després de tornar a passar per Parets, la cursa va cap a Sant Cugat del Vallès i Sant Andreu de la Barca. S'arriba a Barcelona pel sud abans de pujar a Montjuïc, l'única cota puntuable del dia. La meta final es troba davant l'estació de França.
Jornada marcada per la pluja en el seu inici i per una caiguda als primers quilòmetres que ha trencat el pilot en dos deixant diversos favorits com Ivan Basso o Michele Scarponi en el segon grup. Aquesta situació de cursa ha bloquejat la possibilitat de quallar les escapades fins que no s'han unit els dos grups. Sis homes han aconseguit llavors avançar-se al pilot essent Thomas Rohregger, Mathieu Perget, Ievgueni Petrov, Xabier Zandio, Ivan Rovni i Adrián Palomares. La màxima diferència que han aconseguit ha estat un minut i mig. Al primer pas per meta al circuit de Barcelona la diferència era de 50 segons, quedaven quatre voltes per tal que els equips amb esprínters tiressin a baix la fuga. A una volta pel final la diferència era de 10 segons i no va ser fins a 200 metres de l'arribada que no van aconseguir unir-se amb la fuga. Finalment Samuel Dumoulin guanya a la línia traçada al Pla de Palau.
|    | Ciclista           | Equip                  | Temps      |
| -- | ------------------ | ---------------------- | ---------- |
| 1  | Samuel Dumoulin    | Cofidis                | 2h 33' 55" |
| 2  | Rigoberto Uran     | Team Sky               | m. t.      |
| 3  | Kenny de Haes      | Omega Pharma-Lotto     | m. t.      |
| 4  | José Joaquín Rojas | Movistar Team          | m. t.      |
| 5  | Manuel Cardoso     | Team RadioShack        | m. t.      |
| 6  | Aitor Galdós       | Caja Rural             | m. t.      |
| 7  | Michał Gołaś       | Vacansoleil-DCM        | m. t.      |
| 8  | Ivan Rovni         | Team Katusha           | m. t.      |
| 9  | Kevin Seeldraeyers | QuickStep Cycling Team | m. t.      |
| 10 | Xabier Zandio      | Movistar Team          | m. t.      |

|    | Ciclista           | Equip                  | Temps       |
| -- | ------------------ | ---------------------- | ----------- |
| 1  | Alberto Contador   | Saxo Bank-Sungard      | 29h 24' 42" |
| 2  | Michele Scarponi   | Lampre-ISD             | + 23"       |
| 3  | Daniel Martin      | Garmin-Cervélo         | + 35"       |
| 4  | Christopher Horner | Team RadioShack        | m. t.       |
| 5  | Rigoberto Uran     | Team Sky               | + 38"       |
| 6  | Xavier Tondo       | Movistar Team          | m. t.       |
| 7  | Ivan Basso         | Liquigas-Cannondale    | m. t.       |
| 8  | Cadel Evans        | BMC Racing Team        | + 50"       |
| 9  | Kevin Seeldraeyers | QuickStep Cycling Team | + 1' 12"    |
| 10 | Bauke Mollema      | Rabobank ProTeam       | + 1' 12"    |

## Classificacions finals

### Classificació general
|    | Ciclista           | Equip                  | Temps       |
| -- | ------------------ | ---------------------- | ----------- |
| 1  | Alberto Contador   | Saxo Bank-Sungard      | 29h 24' 42" |
| 2  | Michele Scarponi   | Lampre-ISD             | + 23"       |
| 3  | Daniel Martin      | Garmin-Cervélo         | + 35"       |
| 4  | Christopher Horner | Team RadioShack        | m. t.       |
| 5  | Rigoberto Uran     | Team Sky               | + 38"       |
| 6  | Xavier Tondo       | Movistar Team          | m. t.       |
| 7  | Ivan Basso         | Liquigas-Cannondale    | m. t.       |
| 8  | Cadel Evans        | BMC Racing Team        | + 50"       |
| 9  | Kevin Seeldraeyers | QuickStep Cycling Team | + 1' 12"    |
| 10 | Bauke Mollema      | Rabobank ProTeam       | + 1' 12"    |

|   | Ciclista          | Equip                               | Punts |
| - | ----------------- | ----------------------------------- | ----- |
| 1 | Nairo Quintana    | Colombia es Pasión-Café de Colombia | 47    |
| 2 | Alberto Contador  | Saxo Bank-Sungard                   | 42    |
| 3 | Steven Kruijswijk | Rabobank ProTeam                    | 41    |

|   | Ciclista           | Equip                  | Punts |
| - | ------------------ | ---------------------- | ----- |
| 1 | Rubén Pérez Moreno | Euskaltel–Euskadi      | 18    |
| 2 | José Toribio       | Andalucía-Caja Granada | 11    |
| 3 | Ben Gastauer       | AG2R La Mondiale       | 5     |

### Classificació per equips
|   | Equip            | Temps       |
| - | ---------------- | ----------- |
| 1 | Team RadioShack  | 88h 16' 16" |
| 2 | Rabobank ProTeam | + 1' 26"    |
| 3 | Team Sky         | + 2' 30"    |

## Evolució de les classificacions
| Etapa (Vencedor)            | Classificació general             | Classificació de la muntanya | Classificació dels esprints | Classificació per equips |
| --------------------------- | --------------------------------- | ---------------------------- | --------------------------- | ------------------------ |
| 1a (Gatis Smukulis)         | Gatis Smukulis                    | Gatis Smukulis               | Ben Gastauer                | Team HTC-High Road       |
| 2a (Alessandro Petacchi)    | Gatis Smukulis                    | Julián Sánchez Pimienta      | Rubén Pérez Moreno          | Team HTC-High Road       |
| 3a (Alberto Contador )      | Alberto Contador                  | Alberto Contador             | José Vicente Toribio        | Team RadioShack          |
| 4a (Manuel Antonio Cardoso) | Alberto Contador                  | Alberto Contador             | Rubén Pérez Moreno          | Team RadioShack          |
| 5a (Samuel Dumoulin)        | Alberto Contador                  | Nairo Quintana               | Rubén Pérez Moreno          | Team RadioShack          |
| 6a (José Joaquín Rojas)     | Alberto Contador                  | Nairo Quintana               | Rubén Pérez Moreno          | Team RadioShack          |
| 7a (Samuel Dumoulin)        | Alberto Contador                  | Nairo Quintana               | Rubén Pérez Moreno          | Team RadioShack          |
| Final                       | Alberto Contador Michele Scarponi | Nairo Quintana               | Rubén Pérez Moreno          | Team RadioShack          |